# Габль, Франц
Франц Габль (нем. Franz X. Gabl, 29 декабря 1921, Санкт-Антон-ам-Арльберг, Австрия — 23 января 2014, Беллингхем, штат Вашингтон, США) — австрийский горнолыжник, серебряный призёр зимних Олимпийских игр в Санкт-Морице (1948).

## Спортивная карьера
В лыжный спорт пришёл вслед за своим старшим братом Йозефом, в юности особых успехов достиг в прыжках с трамплина. В 1935 году стал чемпионом Тироля, в 1936 году победил на национальном молодёжном первенстве. Однако из-за серьёзной травмы был вынужден отказаться от прыжков и сосредоточился на альпийских дисциплинах. В 1940 году прервал свою карьеру, поскольку был призван на военную службу. Несколько раз был ранен, вернулся в Австрию в августе 1945 года после советского плена.
Возобновив горнолыжную карьеру, в сезоне 1945/46 выступал на национальном уровне, поскольку австрийским спортсменам было запрещено выступать на международном. В 1947 году на традиционных соревнованиях «Глокнерреннен» (нем. Glocknerrennen) выиграл слалом и стал вторым в гигантском слаломе. На зимних Олимпийских играх в 1948 году в швейцарском Санкт-Морице (1948) завоевал серебряную медаль в скоростном спуске, став одновременно вице-чемпионом мира.
В 1949 году практически не выступал из-за травмы, в сезоне 1950/51 выиграл зимнюю комбинацию на Западном кубке в Лехе и на Кубке Ханса Шнайдера в Санкт-Антоне. Однако на первенстве мира в Аспене (1950) не справился с незнакомой трассой и не смог финишировать.
По окончании соревнований принял решение остаться в США, работал горнолыжным инструктором. Вскоре переехал в Канаду, готовил женскую сборную этой страны к Олимпийским играм в Осло (1952), а через четыре года к Играм в Кортина-д’Ампеццо (1956) — мужскую сборную. Затем стал успешным бизнесменом в сфере продаж лыжной экипировки.
Племянница Франца Гертруд Габль (1948—1976) была обладательницей Кубка мира по горнолыжному спорту сезона 1968/69, выиграла 7 отдельных этапов.